# Кавьедес, Иван
Ха́йме Ива́н Кавье́дес Льоре́нти (исп. Jaime Iván Kaviedes Llorenty; 24 октября 1977, Санто-Доминго, Эквадор) — эквадорский футболист итальянского и греческого происхождения, выступавший на позиции центрального нападающего. Кавьедес — один из ведущих игроков эквадорского футбола конца 1990-х — 2000-х годов.

## Биография
Кавьедес известен, как нападающий с прекрасным ощущением паса, великолепным видением поля и острым голевым чутьём. Хотя Кавьедес не очень хорошо играл головой, именно такие голы и были удачными в его карьере.
Так, в историю попал его удар через себя в падении в игре против «Барселоны» в бытность его игроком «Вальядолида».
Расцвет Кавьедеса как игрока случился после 43 голов в чемпионате Эквадора, забитых за «Эмелек» в 1998 году. Вскоре его приобрёл итальянский клуб Перуджа, выступавший в Серии А. Там его карьера сложилась менее удачно. Затем Кавьедес играл в различных клубах Европы, в Мексике и Южной Америке, пока не вернулся на родину.
В ноябре 2012 года Иван объявил о завершении карьеры футболиста.

## Титулы и достижения
- Обладатель Кубка Либертадорес: 2008
- Лучший бомбардир национальных чемпионатов в мире: 1998 (43 гола)
- Лучший бомбардир чемпионата Эквадора: 1998
- Лучший игрок чемпионата Эквадора: 1998
- Рекордсмен чемпионата Эквадора по количеству голов в сезоне: 43 гола